# White Angel
『White Angel』（ホワイト・エンジェル）は、Fairiesの5枚目のシングル。2012年11月14日にSONIC GROOVEから発売された。それまでのシングルは全て両A面だったが、本作はカップリングが収録された通常のシングルとなった。

## 販売形態
5形態で発売。
- 通常盤
初回特典としてFairiesメンバー別フォトカード（全14種類中1種ランダム封入）
  - AVCD-16297：CD+DVD
  - AVCD-16298：CD
- mu-moショップ・VISION FACTORY OFFICIAL SHOP限定盤
  - AVC1-16298：ピクチャーレーベルCDシングル（ランダム7種中1種ランダム）
  - 品番なし：ピクチャーレーベルCDシングル7枚（7種）セット、特大ピクチャーレーベル7枚収納パネル付き
- イベント会場限定盤
  - AVC1-16299：CD+フォトアルバム

## 収録曲

### CD+DVD盤
CD
1. White Angel [3:39]
作詞：Satomi、作曲：BOY SKI MASK・SHIKATA・SYB & IGGY、編曲：BOY SKI MASK。
作曲に参加した“SYB & IGGY”とは、韓国の音楽プロデューサー「イギヨンベ」のことである。“SYB”は、ソ・ヨンベのローマ字表記“SEO YONG BAE”の頭文字。“IGGY”とは、イギのローマ字表記である。フェアリーズの曲では、のちに「BLING BLING MY LOVE」（2014年）の作曲も手がけた。
TBS系『イカさま☆タコさま』エンディングテーマ[1]。
2. One Love [2:51]
作詞：Satomi、作曲：Vincent Degiorgio・Stephane Locazc'h・Olivier Visconti、編曲：KAZ
3. White Angel（Instrumental）
4. One Love（Instrumental）

DVD
1. White Angel
2. White Angel（Dance Edition）
3. 特典映像

### CDのみ盤
1. White Angel
2. One Love
3. White Angel（Instrumental）
4. One Love（Instrumental）

### 限定盤
1. White Angel
2. One Love